# Posąg Hermesa (Tetmajer)

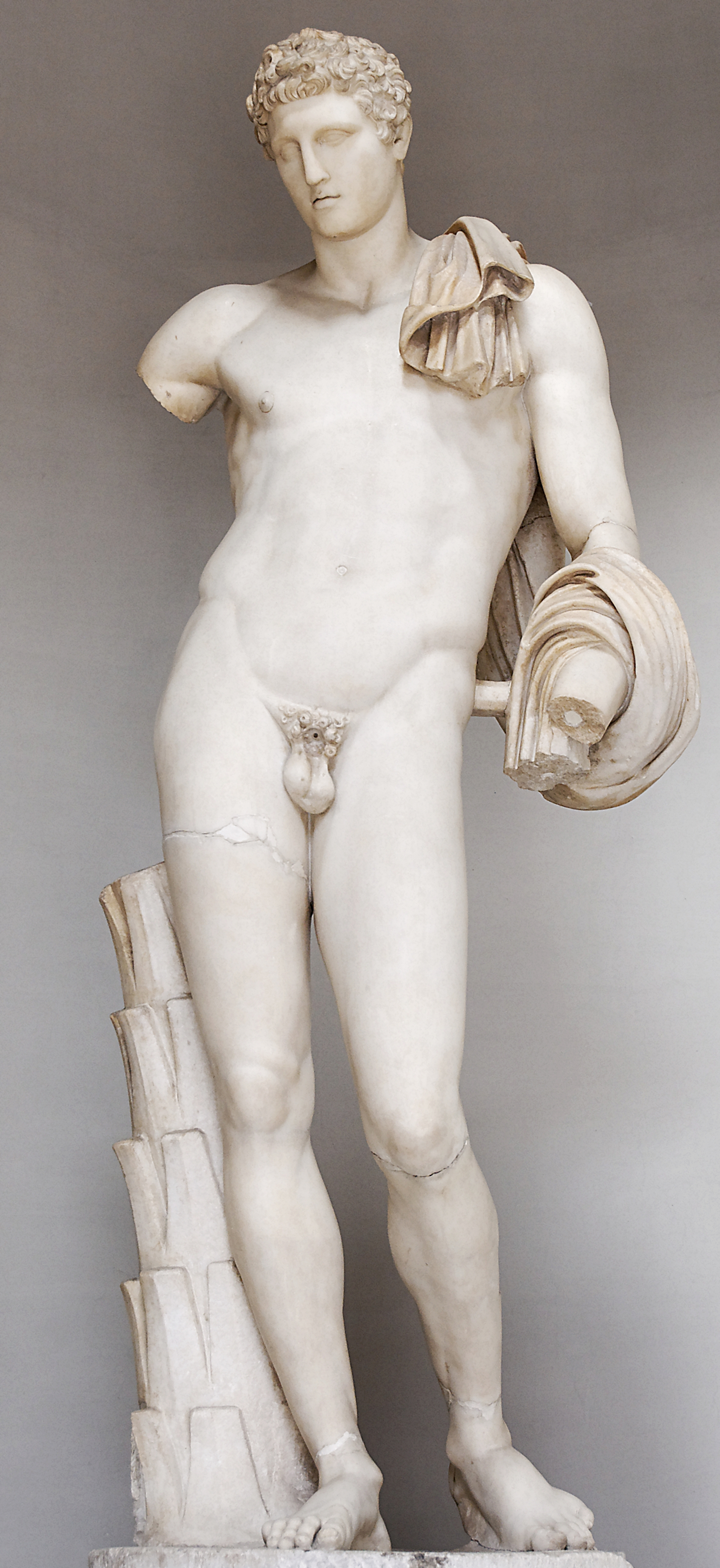
Posąg Hermesa, tzw. Antinous Belwederski, rzymska kopia greckiego posągu

Posąg Hermesa – sonet młodopolskiego poety Kazimierza Przerwy-Tetmajera, opublikowany w tomiku Poezje. Seria trzecia, wydanym w 1898. Utwór jest napisany klasycznym sylabicznym trzynastozgłoskowcem ze średniówką po sylabie siódmej. Rymy są żeńskie. Sonet rymuje się abba abba cde ced.
Rzeźbiarz Hermesa posąg wykuł marmurowy,
w dłoń dał mu opleciony wężem posoch biały,
zaś do stóp mu przywiązał skrzydlate sandały
i dał mu uśmiech boski. W alei mirtowej
postawiono go na tle groty porfirowej,
skąd się róże i laury ku niemu zwieszały;
i bóg, Argos pogromca, pełen świętej chwały,
zdał się śnić pod różami i laurem u głowy.
A co noc się mirtowe gałęzie rozchylą
z lekkim, cichym szelestem i pomiędzy róże
przegląda twarz - Olimpu bogom ukradziona..
Spośród gęstwiny stopą wybiega motylą
dziewczyna - i objąwszy pierś boga w ramiona,
wrzące pragnienie gasi na zimnym marmurze.
Zobacz też: O sonecie